# Nationella revolutionära armén
Nationella revolutionära armén (NRA) (traditionell kinesiska: 國民革命軍; förenklad kinesiska: 国民革命军; pinyin: Guómín Gémìng Jūn; Wade–Giles: Kuo-min Ke-ming Chün), före 1928 förkortat 革命軍 eller Revolutionära armén och 1928-1947 som 國軍 eller Nationella armén, var den militära grenen av Kuomintang (KMT) från 1925 till 1947, samt Republiken Kinas nationella armé under KMT-periodens partistyre med början 1928.
Armén organiserades ursprungligen med sovjetiskt stöd som ett sätt för KMT att ena Kina mot krigsherrar. Armén deltog i stora sammandrabbningar i Nordexpeditionen mot kinesiska krigsherrar i Beiyangarmén, i andra sino-japanska kriget mot den kejserliga japanska armén och i det kinesiska inbördeskriget mot folkets befrielsearmé.
Under andra sino-japanska kriget var Kinas kommunistiska partis väpnade styrkor symboliskt införlivade i den nationella revolutionära armén (samtidigt som man behöll separata kommandon), men bröt sig loss för att bilda Folkets befrielsearmé kort efter krigsslutet. Med utfärdandet av Republiken Kinas konstitution 1947 och det formella slutet på KMT:s partistyre, omdöptes nationella revolutionära armén till Republiken Kinas nationella militär (中華民國國軍), där huvuddelen av dess styrkor utgör Republiken Kinas armé, som retirerat till Taiwan 1949.

## Galleri

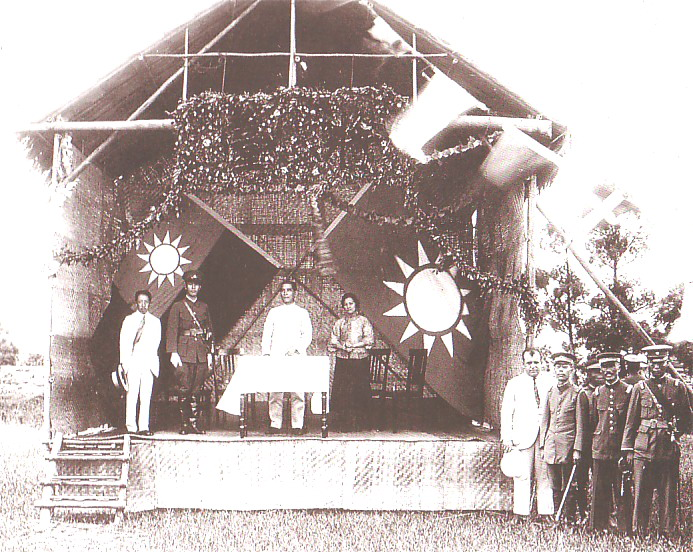
Sun Yat-sen (mitten bakom bordet) och Chiang Kai-shek (på scen i uniform) vid grundandet av Whampoas militärakademi 1924.
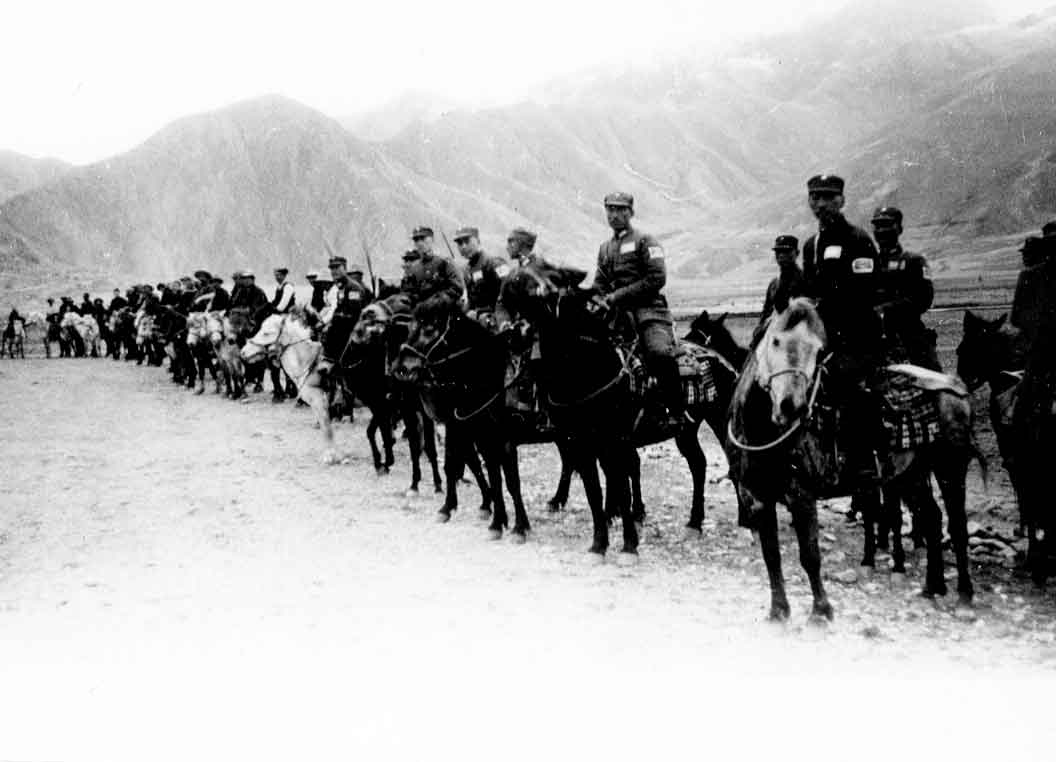
Kavalleriet i den nationella revolutionära armén.
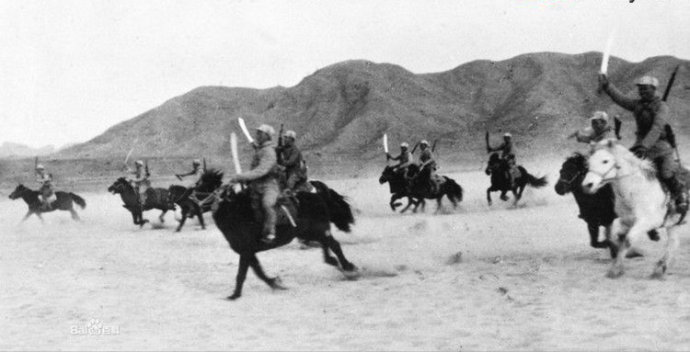
Kavalleriet i den nationella revolutionära armén anfaller med Dadaos. En av dem har vad som verkar vara en pistol.
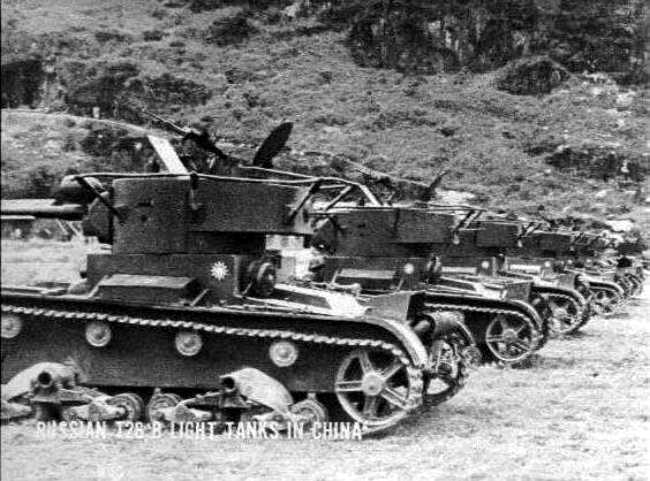
Stridsvagnar ur den 200:e divisionen.
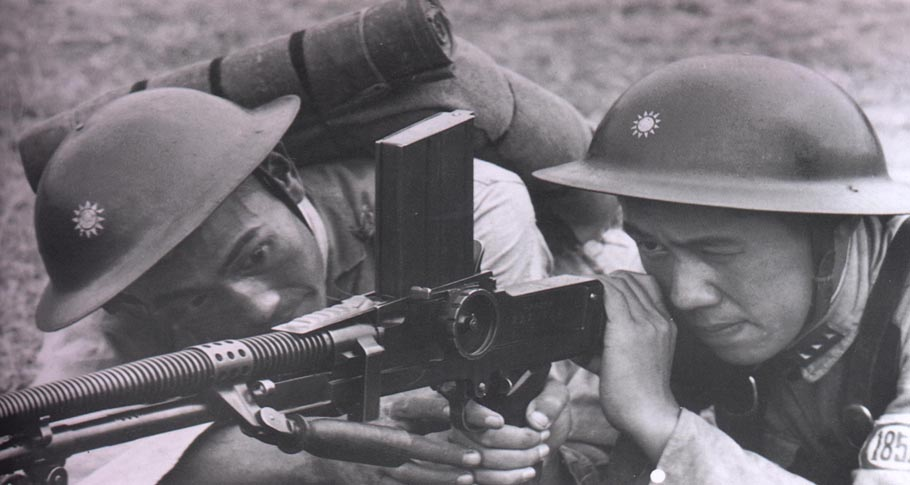
Nationella revolutionära arméns soldater bemannar kulsprutegevär m/39.
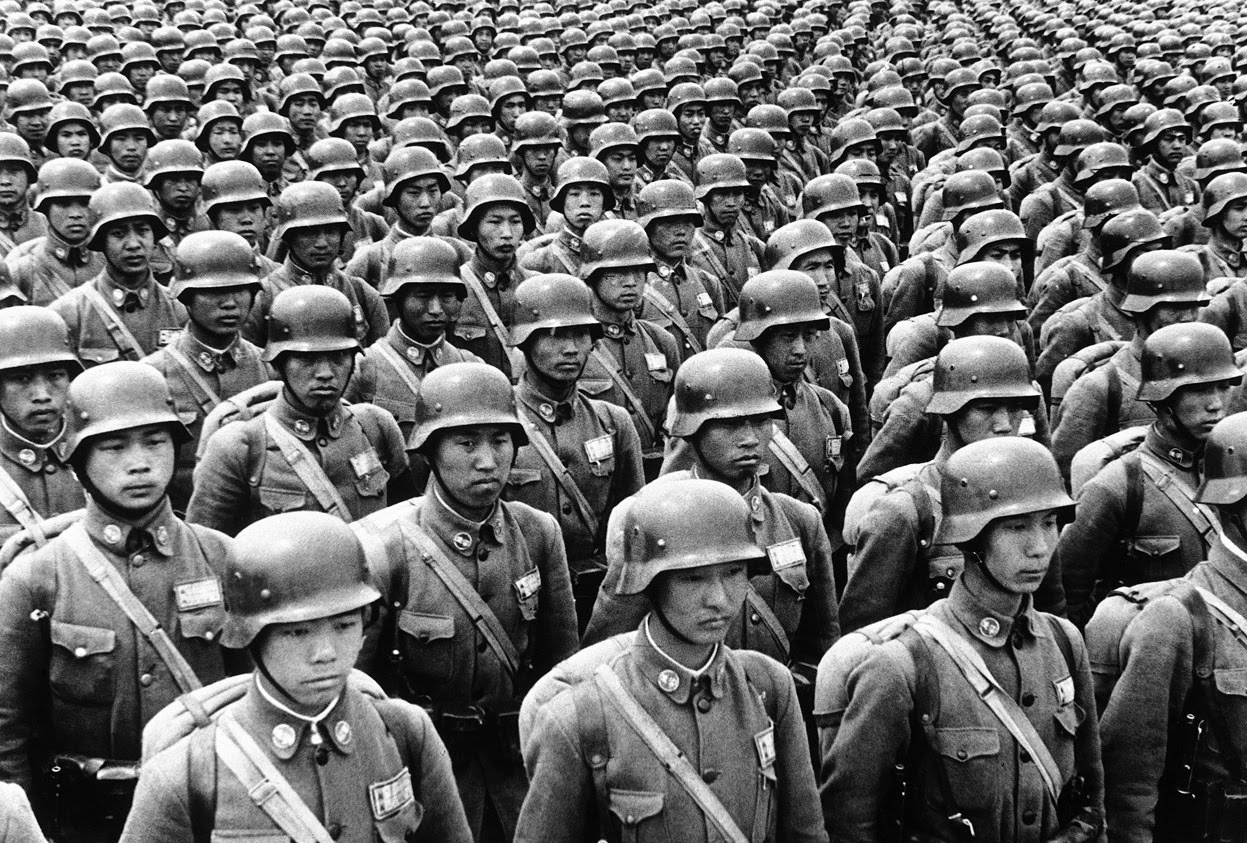
Nationella revolutionära arméns soldater bär M35 Stahlhelm i en parad.
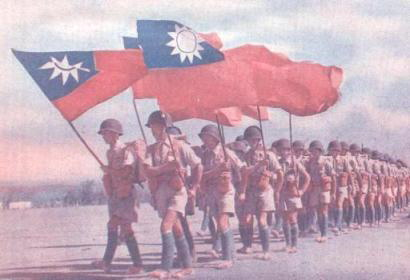
USA-utrustade kinesiska styrkor.
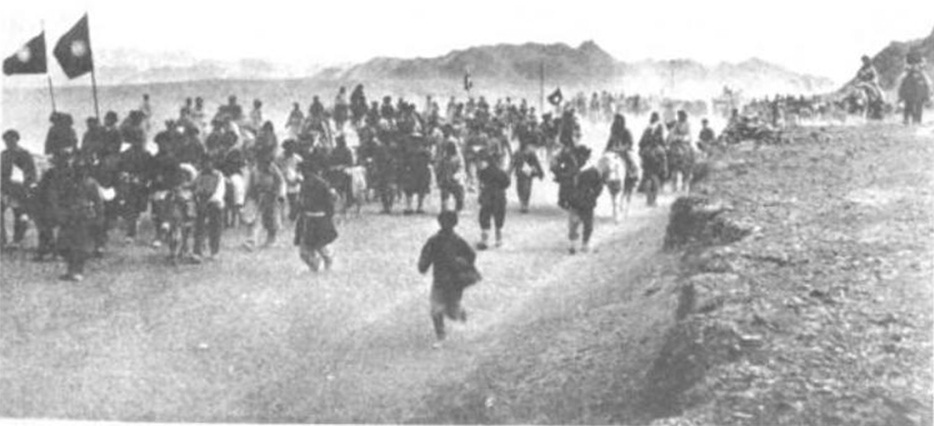
Uiguriska soldater i nationella revolutionära armén.